# Комод
О римском императоре см. Коммод.
Комо́д (фр. commode — удобный) — тип мебели для хранения белья и других домашних вещей. Представляет собой несколько горизонтально расположенных ящиков, один над другим, установленных на четырёх ножках.

## История
Комод появился во Франции в XVII веке, хотя у него были прототипы. В аристократических французских дворцах и отелях (городских особняках) комоды заменили менее удобные деревенские сундуки и итальянские кассоне (отсюда название новой мебели). Так в привычные сундуки для хранения одежды стали добавлять выдвижные ящики, затем установили их на высокие ножки для удобства и стали снабжать декоративными элементами. Первые комоды в эпоху французского «большого стиля» эпохи Людовика XIV соединяли в своей конструкции стол и бюро или бюро и комод. Название «commode» зафиксировано в парижском каталоге мебели 17 мая 1692 года. Изобретателем этого типа мебели считается выдающийся французский мастер Андре-Шарль Буль.
Форма комода неоднократно менялась. «Вначале волнистая в виде лёгкой двойной кривой. Бронзовые накладки, их эскизы исходили от Шарля Крессана, распределялись симметрично. Со временем контуры становились всё более сложными, интарсии и бронзовые орнаменты более пышными». Самые изысканные в своей причудливости формы «пузатых комодов», или «бомбэ» (фр. Commode Bombé), появлялись в эпоху рококо первой половины XVIII века. Выдающимися мастерами комодов были знаменитые мебельщики Жан-Франсуа Эбен, Жан-Анри Ризенер, Шарль Крессан, Абрахам Рёнтген, Мартен Карлен, Николя Пино
К 1740 году, в эпоху неоклассицизма, мастера обратились к более простым формам и прямоугольным очертаниям.

## Галерея

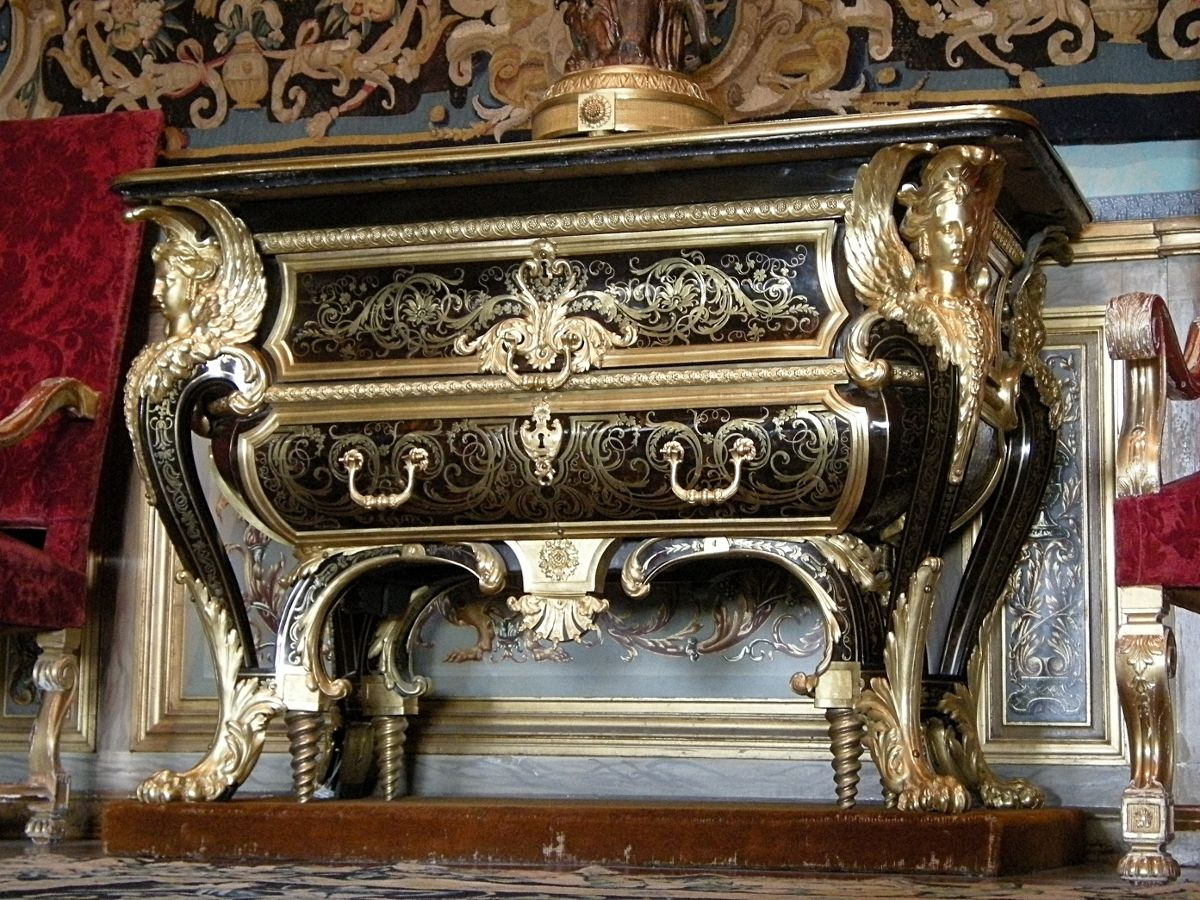
Андре-Шарль Буль. «Комод Мазарини». Кон. XVII — нач. XVIII века. Дворец Во-ле-Виконт
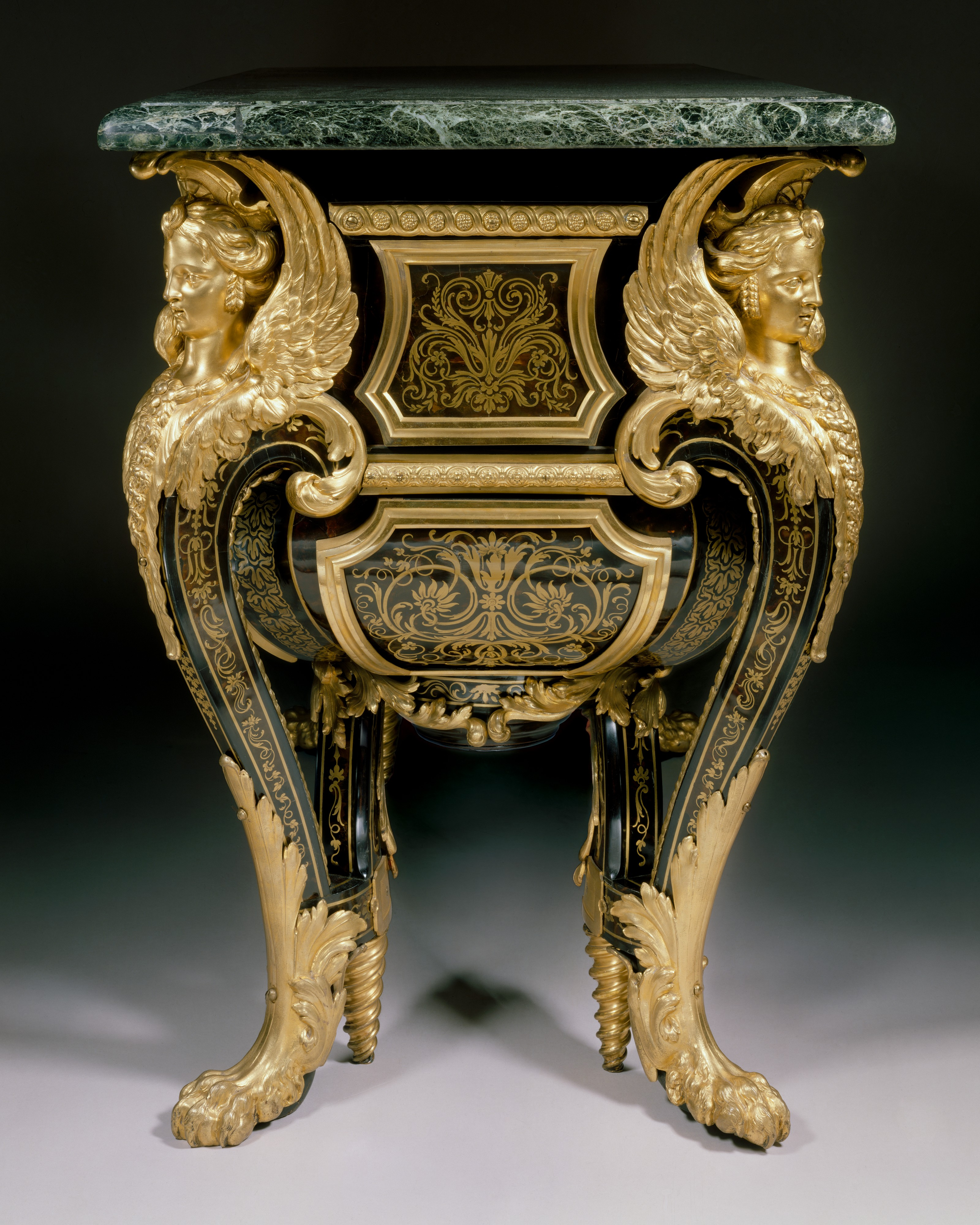
Андре-Шарль Буль. Комод. Ок. 1710—1720
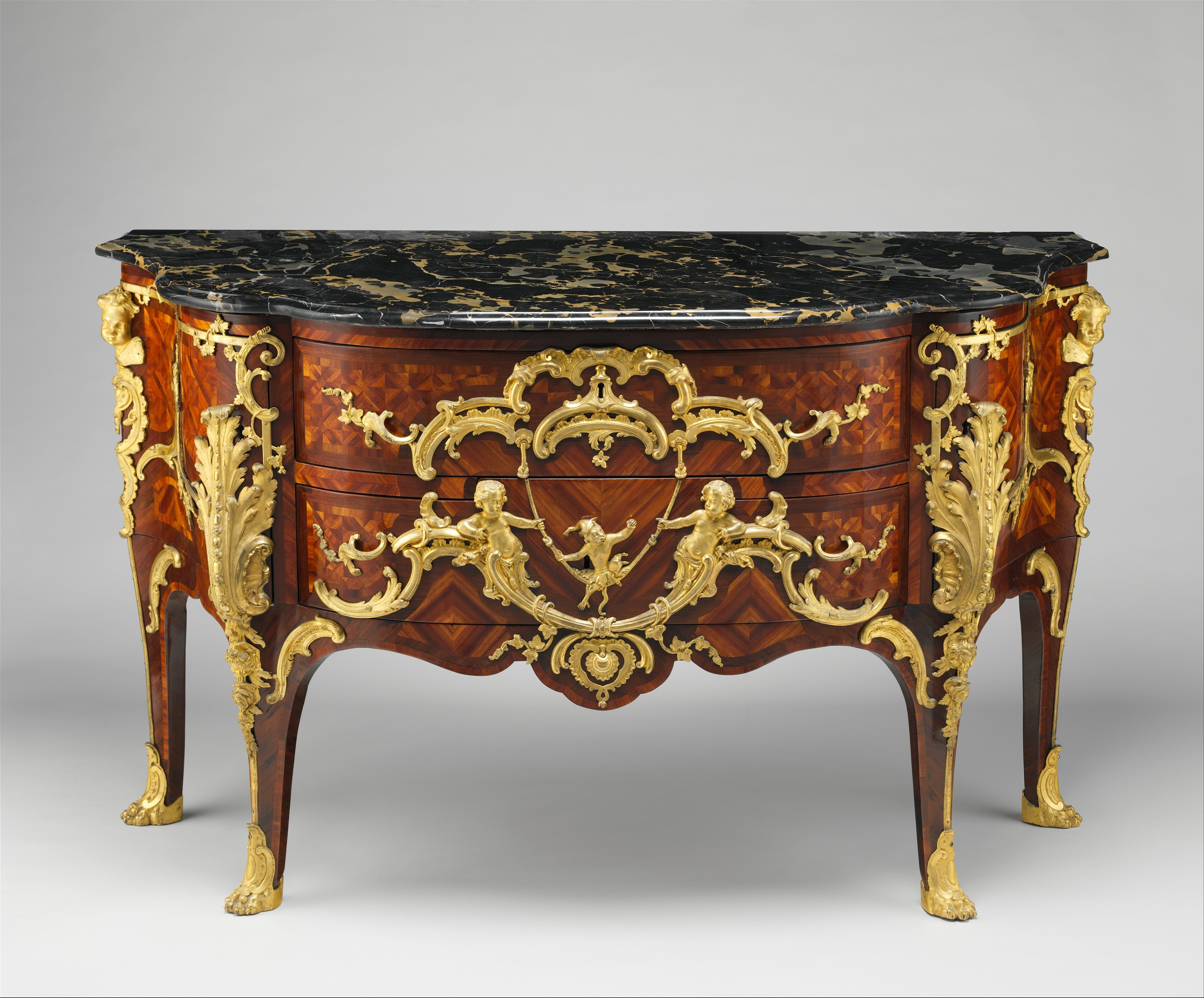
Шарль Крессан. Комод. Между 1745 и 1749. Метрополитен-музей, Нью-Йорк
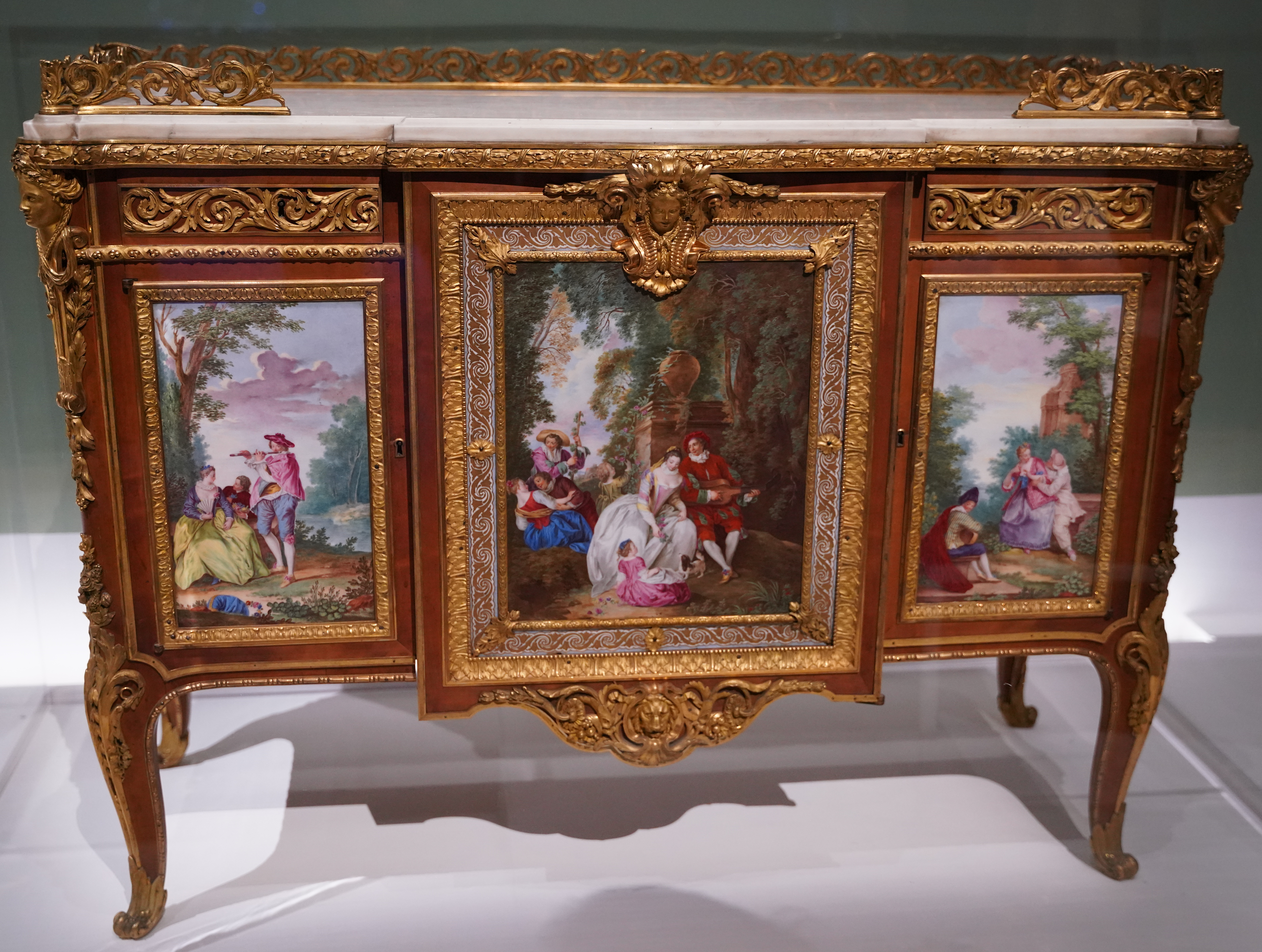
Мартен Карлен. Комод с дверцами. Версаль
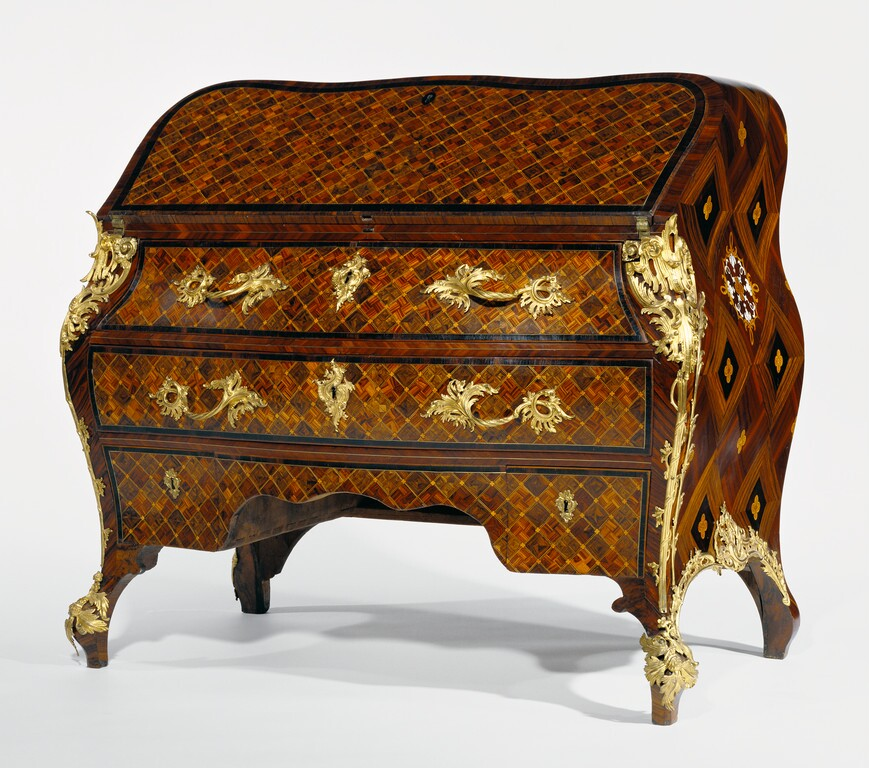
Абрахам Рёнтген. Комод-бюро. Нойвид. Музей Гетти, Калифорния, США
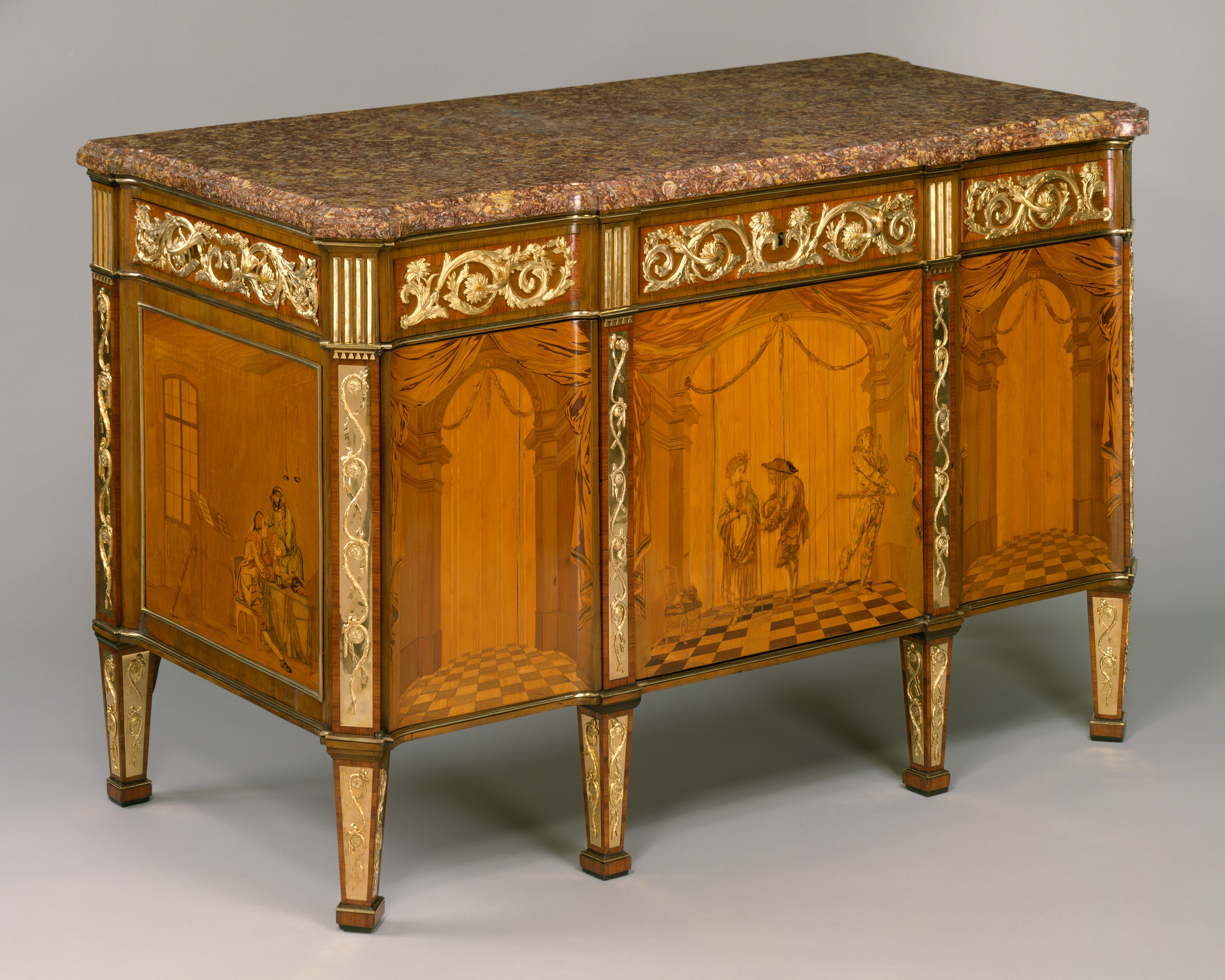
Давид Рёнтген, Януариус Цик. Комод. Метрополитен-музей, Нью-Йорк
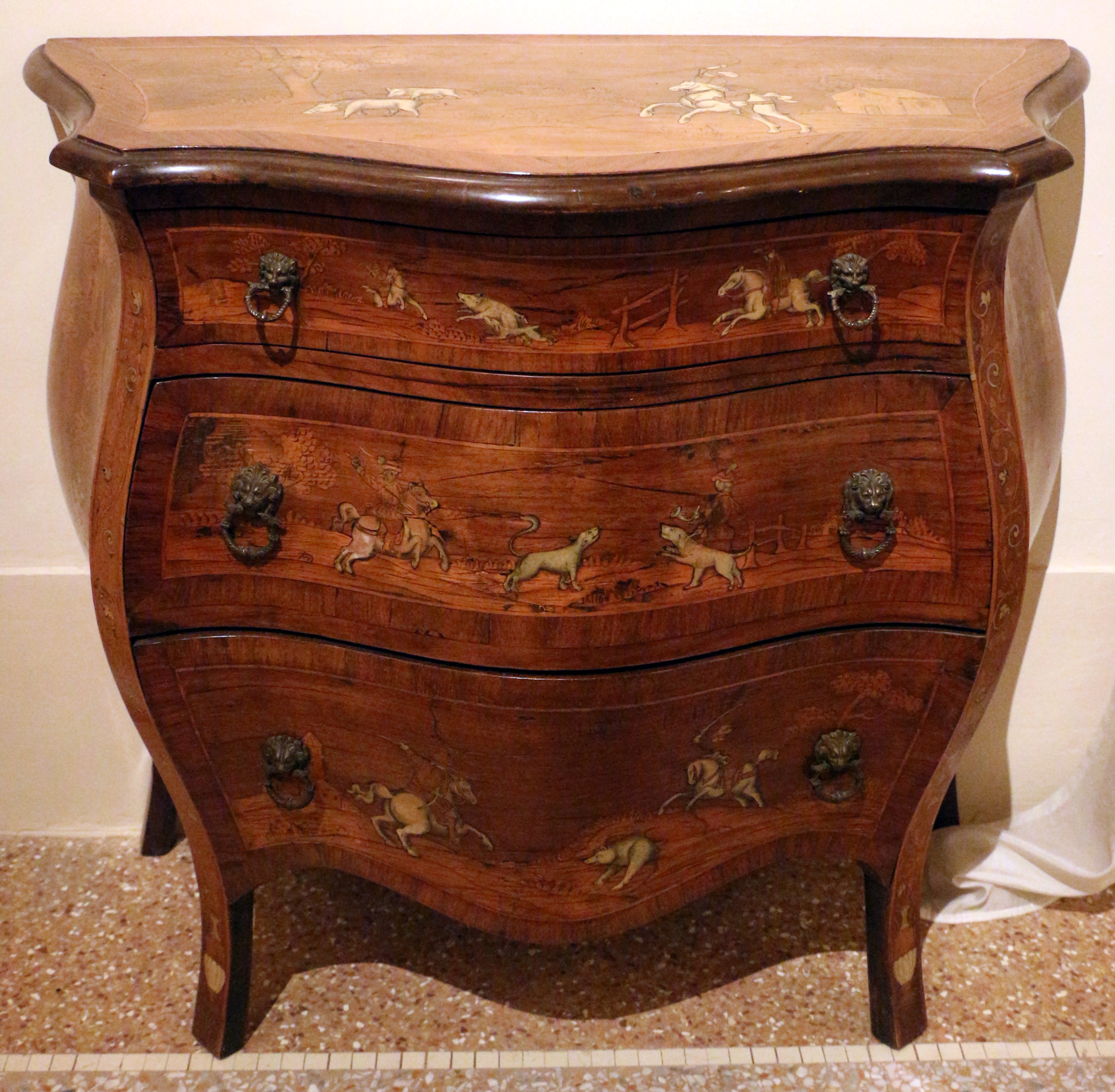
Комод. Италия XIX в. Палаццо Блю, Пиза
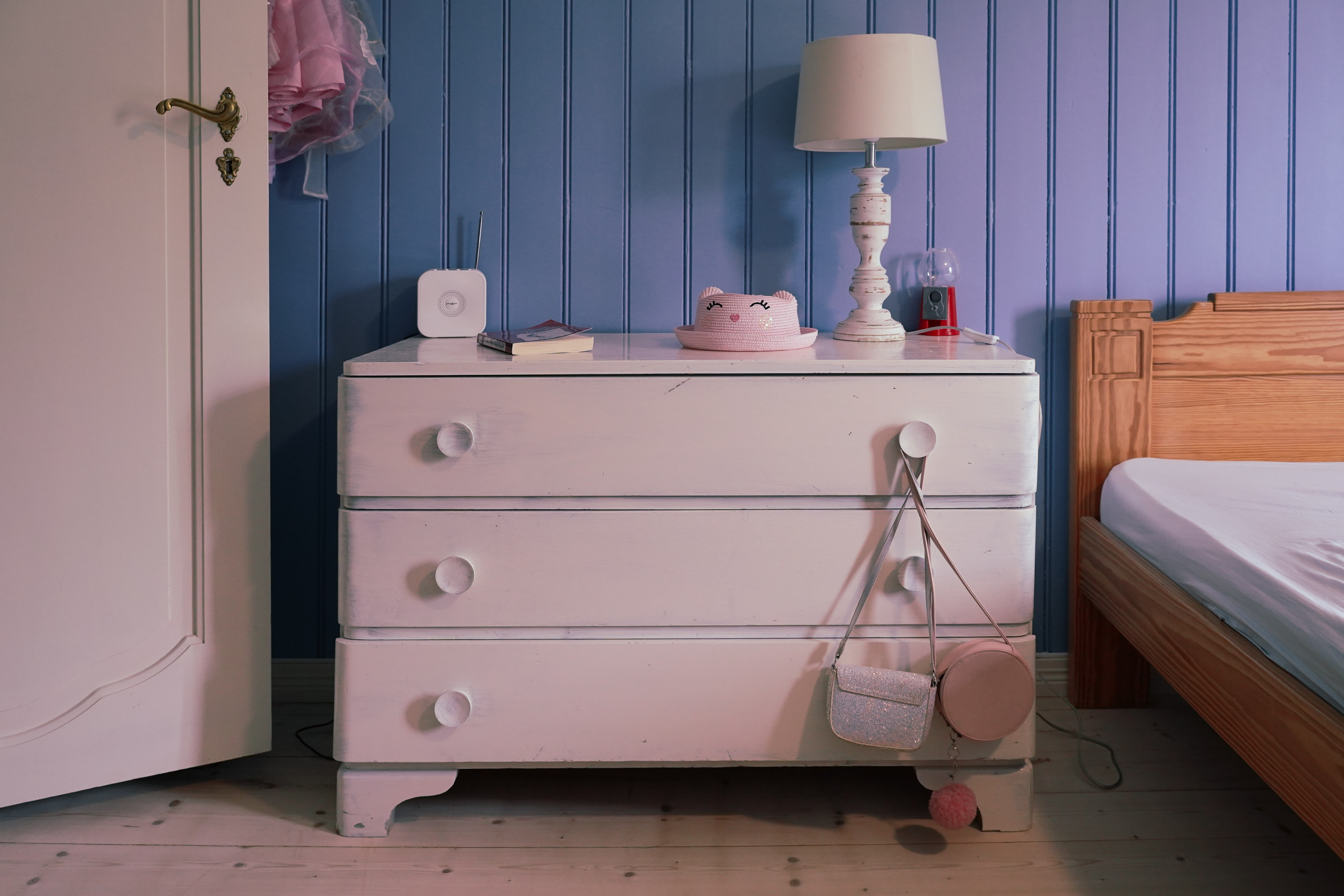
Комод в стиле минимализма

Со временем появились различные варианты использования комода: комод с зеркалом для будуара, комод-секретер для кабинета. Формы комодов варьировались от изящных, с тонкими гнутыми ножками, до массивных, тяжёлых и угловатых. В том или ином виде комод использовался всеми стилями дизайна, вплоть до модернистского минимализма. Современные комоды могут предназначаться для кухни, спальни или для других помещений. Они могут быть совмещены с пеленальными столиками, иметь встроенные розетки — простые или для зарядки телефонов, и другие необычные функции.
Существуют также миниатюрные шкатулки-комоды, которые могут использоваться для хранения ювелирных украшений.